# Организация на югославските националисти
Организацията на югославските националисти (на сърбохърватски: Organizacija Jugoslavenskih Nacionalista, ORJUNA) е националистическа организация в Югославия, съществувала през 1921 – 1929 година.
Повлияна от фашизма, тя е основана в Сплит през 1921 година със съдействието на държавната администрация. Организацията се опитва да пропагандира корпоративизъм и общоюгославски национализъм, критикувайки комунизма, демокрацията и националните движения на отделните югославски народности. Активна е главно в Далмация, Войводина и Словения, като изгражда свои паравоенни структури, извършващи насилия срещу националните малцинства и комунистите.